# Röjdtjärnen (Gideå socken, Ångermanland)
Röjdtjärnen är en sjö i Örnsköldsviks kommun i Ångermanland och ingår i Husåns huvudavrinningsområde. Sjön har en area på 0,0886 kvadratkilometer och ligger 274 meter över havet. Sjön avvattnas av vattendraget Röjdtjärnsbäcken.

## Delavrinningsområde
Röjdtjärnen ingår i det delavrinningsområde (705853-165343) som SMHI kallar för Utloppet av Röjdtjärnen. Medelhöjden är 288 meter över havet och ytan är 0,66 kvadratkilometer. Det finns inga avrinningsområden uppströms utan avrinningsområdet är högsta punkten. Röjdtjärnsbäcken som avvattnar avrinningsområdet har biflödesordning 4, vilket innebär att vattnet flödar genom totalt 4 vattendrag innan det når havet efter 45 kilometer. Avrinningsområdet består mestadels av skog (85 procent). Avrinningsområdet har 0,09 kvadratkilometer vattenytor vilket ger det en sjöprocent på 13,5 procent.